# فرانكلين ،مقاطعة فرانكلين (نيويورك)
فرانكلين، مقاطعة فرانكلين (بالإنجليزية: Franklin, Franklin County, New York)‏ هي بلدة أمريكية تقع في الولايات المتحدة في مقاطعة فرانكلن، نيويورك. يقدر عدد سكانها بـ 1,197 نسمة ومساحتها 453.8 كم2 وترتفع عن سطح البحر 516 متر.